# Kamlosta
Kamlosta (Bromus pectinatus) är en gräsart som beskrevs av Carl Peter Thunberg. Kamlosta ingår i släktet lostor, och familjen gräs. Inga underarter finns listade i Catalogue of Life.